# Pride of Africa
Pride of Africa (Afrikas stolthed) er betegnelsen for et luksustog, der drives af den privatejede sydafrikanske virksomhed Rovos Rail. Konceptet består af togrejser med få stop gennem Sydafrika og de tilgrænsende lande Zimbabwe, Zambia og Tanzania. De rejsende bor på Pride of Africa som en slags hotel, og togets historiske stil er tilnærmet de klassiske luksustog fra 1920'erne. Pride of Africa har gennem flere år vundet udmærkelsen Verdens Førende Luksustog.
Hovedstrækningen i Sydafrika går mellem hovedstaden Pretoria og sydpå til Capetown, hvor der undervejs standses i Matjiesfontein og Kimbeley. Fra Pretoria køres der også nordpå ind i Zimbabwe med endestation ved Victoria-vandfaldene.